# Öræfi

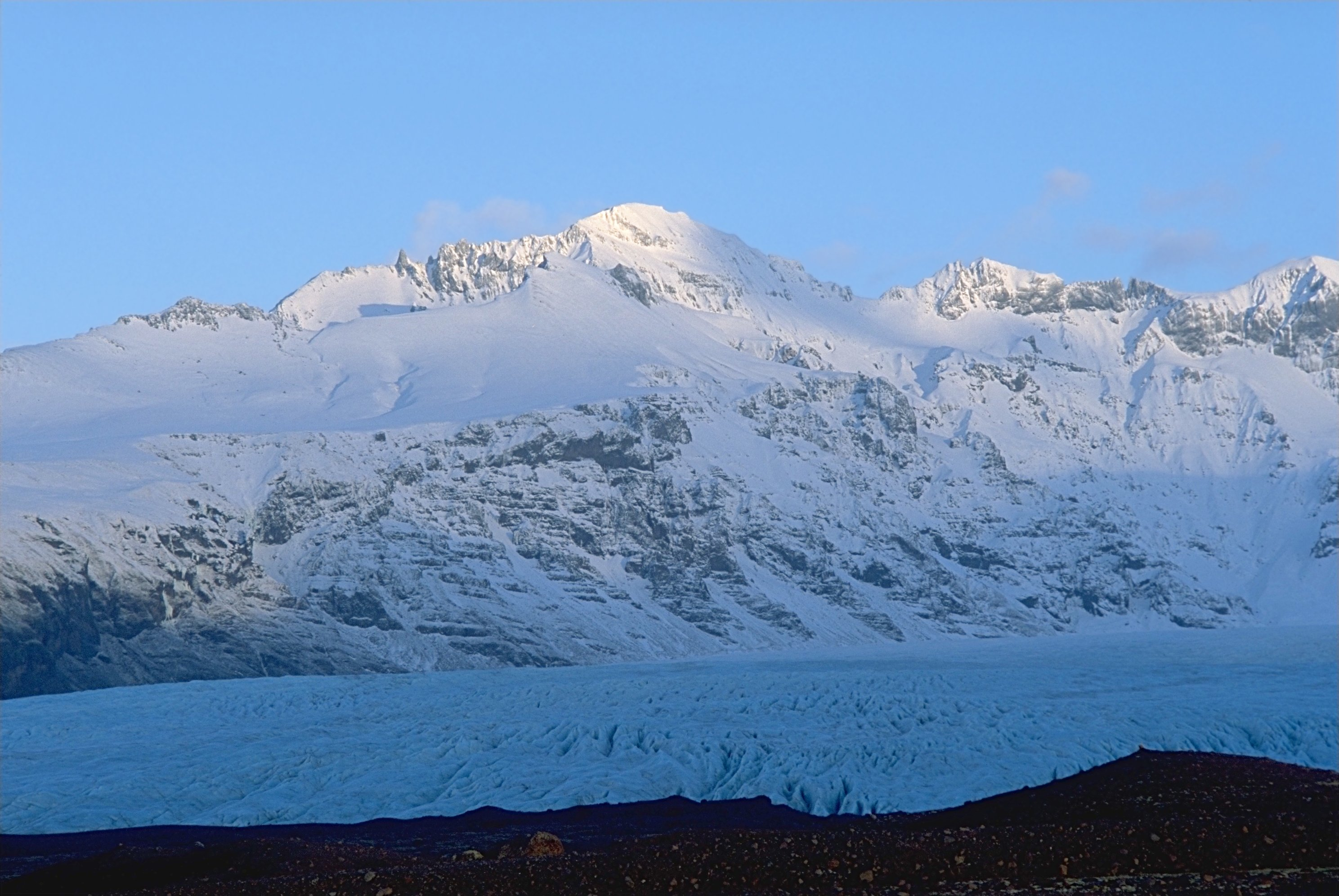
Morgensonne am Öræfajökull östlich von Skaftafell.

Öræfi, Öræfasveit früher Litlahérað ist eine Landschaft im Südosten von Island.
Es ist das westlichste Gebiet in Austur-Skaftafellssýsla, zwischen dem Breiðamerkursandur und der Skeiðará, östlich von Kirkjubæjarklaustur und südlich des Öræfajökulls. Im Mittelalter wurde das Gebiet Hérað oder Litlahérað genannt, aber es wurde nach dem großen Ausbruch des Öræfajökull 1362 und den folgenden Überflutungen verlassen und wurde danach nur noch Öræfi genannt. Dieses isländische Wort für Einöde oder Wüste kommt auch in anderen Gegenden Islands als Landschaftsbezeichnung vor.
Das Gebiet war lange Zeit sehr isoliert durch zwei große Gewässer, die Reisen sowohl nach Osten als auch nach Westen behinderten. Das hielt an bis 1967 die Jökulsá á Breiðamerkursandi überbrückt wurde und 1974 die Skeiðarárbrú eröffnet wurde und damit auch die Ringstraße.
In Öræfi liegt der Skaftafell-Nationalpark, der 1967 gegründet wurde. Erst 1973 wurde das Gebiet an die allgemeine Stromversorgung angeschlossen.